# Лантана (Флорида)
Лантана (англ. Lantana) — муниципалитет, расположенный в округе Палм-Бич (штат Флорида, США) с населением в 9437 человек по статистическим данным переписи 2000 года.

## География
По данным Бюро переписи населения США муниципалитет Лантана имеет общую площадь в 7,51 квадратного километра, из которых 5,96 кв. километра занимает земля и 1,55 кв. километра — вода. Площадь водных ресурсов округа составляет 20,64 % от всей его площади.
Муниципалитет Лантана расположен на высоте 3 м над уровнем моря.

## Демография
По данным переписи населения 2000 года в Лантанe проживало 9437 человек, 2294 семьи, насчитывалось 3850 домашних хозяйств и 4432 жилых дома. Средняя плотность населения составляла около 1256,59 человека на один квадратный километр. Расовый состав населённого пункта распределился следующим образом: 80,33 % белых, 10,72 % — чёрных или афроамериканцев, 0,37 % — коренных американцев, 0,83 % — азиатов, 0,08 % — выходцев с тихоокеанских островов, 2,99 % — представителей смешанных рас, 4,67 % — других народностей. Испаноговорящие составили 16,14 % от всех жителей.
Из 3850 домашних хозяйств в 28,5 % воспитывали детей в возрасте до 18 лет, 43,4 % представляли собой совместно проживающие супружеские пары, в 10,4 % семей женщины проживали без мужей, 40,4 % не имели семей. 31,9 % от общего числа семей на момент переписи жили самостоятельно, при этом 11,3 % составили одинокие пожилые люди в возрасте 65 лет и старше. Средний размер домашнего хозяйства составил 2,41 человека, а средний размер семьи — 3,06 человека.
Население муниципалитета по возрастному диапазону по данным переписи 2000 года распределилось следующим образом: 23,7 % — жители младше 18 лет, 7,2 % — между 18 и 24 годами, 33,5 % — от 25 до 44 лет, 21,8 % — от 45 до 64 лет и 13,8 % — в возрасте 65 лет и старше. Средний возраст жителей составил 38 лет. На каждые 100 женщин в Лантанe приходилось 104,2 мужчины, при этом на каждые сто женщин 18 лет и старше приходилось 102,4 мужчины также старше 18 лет.
Средний доход на одно домашнее хозяйство составил 35 645 долларов США, а средний доход на одну семью — 40 089 долларов. При этом мужчины имели средний доход в 29 443 доллара США в год против 25 050 долларов среднегодового дохода у женщин. Доход на душу населения составил 35 645 долларов в год. 5,9 % от всего числа семей в населённом пункте и 8,3 % от всей численности населения находилось на момент переписи населения за чертой бедности, при этом 6,8 % из них были моложе 18 лет и 12,6 % — в возрасте 65 лет и старше.